# Piedra Bolada
Piedra Bolada es un lugar del municipio de Ocampo, Chihuahua, México en los alrededores de un arroyo llamado Piedra Bolada se encuentra la cascada de temporal más alta de México. Es una caída de agua ubicada al sureste del parque nacional Basaseachi.

## Salto temporal
Este es un salto que lo forma un arroyo temporal que lleva agua algunos días del temporal de lluvias. Se dice que una cascada que no lleve agua todo el año no es cascada, de ahí que este salto de agua no sea muy conocido y que la permanente Cascada de Basaseachi con 246 metros es reconocida como la más alta de México.

## Nombre de leyenda
Desde mediados del siglo XX se informaba a los visitantes de Cascada de Basaseachi que algunos tarahumaras hablaban de una cascada mucho más alta. Su intermitencia y el difícil acceso a los lugares donde es visible, aunados a la falta de documentación, provocaron que sea conocida por diferentes nombres como "Piedra Bolada", "Piedra Volada", "Cascada de Huajumar". El nombre de Piedra Bolada es una referencia geográfica al arroyo y al más cercano asentamiento humano del mismo nombre, que hace alusión a una piedra de forma redondeada. Para mayor referencia ver el mapa de la zona. Desde 1950 hay lugareños que llevan a turistas y entusiastas a los miradores del lado oeste de la barranca Candemeña desde Huajumar.

## Exploración
Se desconoce quién descubrió el salto por primera vez, aunque no hay duda que fueron Tarahumaras y es conocida por los habitantes del poblado de San Isidro Huajumar, donde se puede conseguir guías para observarla. Los límites del parque de Basaseachi incluyen exprofeso la zona del salto dentro de su límite suroeste, por lo tanto, en el año que se constituyó el parque en 1981, la posición de la caída de agua era del dominio público. La falta de información y la ausencia de una referencia en los mapas oficiales hasta la fecha, han provocado confusión al respecto, incluso varios grupos de exploradores se han adjudicado su descubrimiento más de una vez. Un grupo de espeleólogos mexicanos encabezado por Carlos Lazcano de Ciudad Cuahutemoc, mide las paredes de la cascada y la caída libre de 453 metros, utilizando un cable de acero en el año de 1994.

## Ficha técnica
- Tipo : Cola de caballo
- Altura caída libre : 453 metros
- Altura escalonada : 512 metros
- Coordenadas : N 28° 8'33.49", W 108°13'37.85
- Ubicación : Parque Nacional Cascada de Basaseachi, municipio de Ocampo, Chihuahua, México.
- Temporada : Intermitente de junio a septiembre, mejores posibilidades julio y agosto.